# Медаль «Восшествие на престол Императора»
Медаль «Восшествие на престол Императора» — медаль Маньчжоу-го, учреждённая эдиктом №19 от 1 марта 1934. Медалью полагалось награждать тех, кто непосредственно имел отношение к коронации Пу И на должность императора Маньчжоу-го. Медаль выпускалась частным японским производством, об этом соответствует клеймо «1000».

## Описание награды
Медаль имеет форму правильного круга, диаметром 35 мм. Изготовлена из серебра. На аверсе — текст на китайском, который означает «Коронация императора». Над иероглифами — герб Маньчжоу-го — орхидея. Слева и справа от иероглифов — две мифологические птицы Фэнхуан — китайские фениксы. Они означают благую эру правления императора. На реверсе — три столбца иероглифов, которые переводятся как: «Первый год Кандэ (1934); Медаль в честь восшествия на престол; 3 месяц, 1 день (1 марта 1934)». 
Лента выполнена из муарового шёлка, шириной 36 мм. Имеет полосы: синего (6 мм), чёрного (2 мм), жёлтого (20 мм), белого (2 мм), красного (6 мм), цветов. 